# Rebin Sulaka
Rebin Gharid Sulaka Adhamat (arab. ريبين سولاقا; ur. 12 kwietnia 1992 w Ankawie) – iracki piłkarz grający na pozycji środkowego obrońcy. Od 2019 jest wolnym zawodnikiem.

## Kariera piłkarska
Swoją karierę piłkarską rozpoczął w klubie Eskilstuna City FK. W 2010 roku zadebiutował w nim w II dywizji (IV poziom rozgrywkowy). W sezonie 2013 awansował z nim do I dywizji (III poziom rozgrywkowy). W 2013 roku odszedł do Dalkurd FF, w którym spędził rok.
W 2014 roku został zawodnikiem grającego w drugiej lidze szwedzkiej Ljungskile SK. Zadebiutował w nim 6 kwietnia 2014 w wygranym 1:0 domowym meczu z Östersunds FK. W Ljungskile grał przez sezon.
Na początku 2015 roku przeszedł do klubu Syrianska FC. Swój debiut w nim zaliczył 16 maja 2015 w zremisowanym 0:0 wyjazdowym meczu z IFK Värnamo. Po pół roku gry w Syrianska FC odszedł do AFC United, w którym zadebiutował 23 sierpnia 2015 w zremisowanym 0:0 wyjazdowym spotkaniu z Mjällby AIF. W AFC United grał do końca 2015.
W 2016 roku został zawodnikiem norweskiego Elverum Fotball. W sezonie 2016 awansował z nim z 2. divisjon do 1. divisjon. W Elverum grał do połowy 2017.
Latem 2017 przeszedł do katarskiego klubu Al-Markhiya SC. Zadebiutował w nim 16 września 2017 w przegranym 0:3 domowym meczu z Al-Sadd. W Al-Markhiya grał przez rok.
W 2018 roku odszedł do Al-Khor. W nim zadebiutował 4 sierpnia 2018 w przegranym 0:1 wyjazdowym meczu z Al-Arabi SC.
| Sezon   | Klub               | Kraj     | Rozgrywki   | Mecze | Gole |
| ------- | ------------------ | -------- | ----------- | ----- | ---- |
| 2010    | Eskilstuna City FK | Szwecja  | II dywizja  | 5     | 0    |
| 2011    | Eskilstuna City FK | Szwecja  | II dywizja  | 25    | 0    |
| 2012    | Eskilstuna City FK | Szwecja  | I dywizja   | 23    | 4    |
| 2013    | Dalkurd FF         | Szwecja  | I dywizja   | 21    | 0    |
| 2014    | Ljungskile SK      | Szwecja  | Superettan  | 20    | 0    |
| 2015    | Syrianska FC       | Szwecja  | Superettan  | 9     | 0    |
| 2015    | AFC United         | Szwecja  | Superettan  | 5     | 0    |
| 2016    | Elverum Fotball    | Norwegia | 2. divisjon | 24    | 1    |
| 2017    | Elverum Fotball    | Norwegia | 1. divisjon | 14    | 0    |
| 2017/18 | Al-Markhiya SC     | Katar    | Q-League    | 22    | 1    |
| 2018/19 | Al-Khor            | Katar    | Q-League    | 14    | 1    |

## Kariera reprezentacyjna
W reprezentacji Iraku zadebiutował 11 czerwca 2015 w przegranym 0:4 towarzyskim meczu z Japonią. W 2019 roku został powołany do kadry na Puchar Azji 2019.